# VX Sagittarii

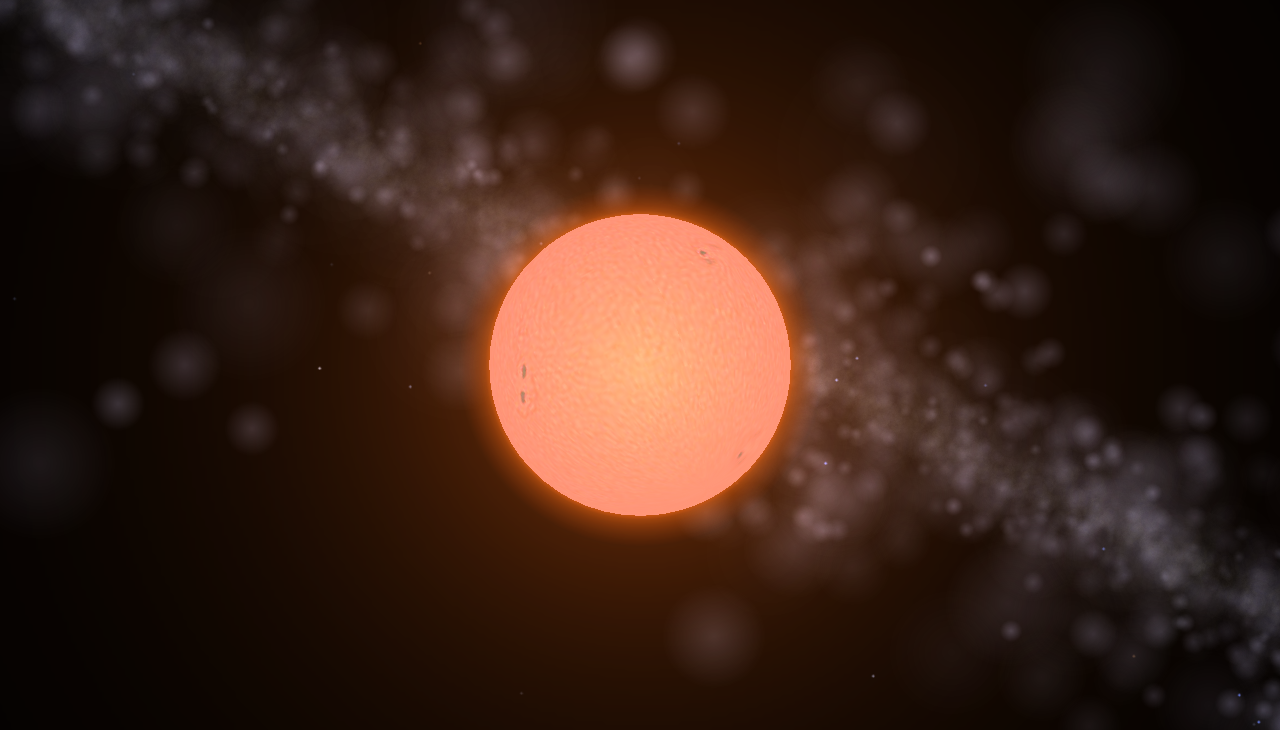
Image d'artiste illustrant VX Sagittarii à une distance de 40 unités astronomiques.

Désignations
VX Sagittarii (en abrégé VX Sgr), en français VX du Sagittaire, est une étoile variable pulsante supergéante rouge de type tardif ou une hypergéante située à environ 1,56 kpc (∼5 090 al) du Soleil dans la constellation du Sagittaire. Elle est l'une des plus grandes étoiles connues jusqu'à présent, bien que son rayon soit mal connu. Son rayon estimé est entre 1350 et 1940 rayons solaires (soit 940 millions à 1,35 milliard de km).